# エターナルシティ2
『エターナルシティ2』（ETERNALCITY2、EC2、韓国語:이터널 시티2）は、韓国のMONSTERNETが開発したオンライン2.5Dホラーアクション・ロールプレイングゲーム。
オンラインゲームのカテゴリーとしては、多人数同時参加型オンラインRPG (MMORPG)。
本作は、日本において「LOST ONLINE（ロストオンライン）」という名称でサービスが行われていた「エターナルシティー」の続編であり、開発元である韓国でサービスが行われている。
日本での運営は当初アラリオ株式会社が行っており、2010年6月よりオープンβサービスを実施し、2010年7月6日より正式サービスを開始したが、2016年1月27日にサービスを終了。その後開発元のMONSTERNETが日本向けのサービスを2017年8月3日に開始した。
収益形態はアイテム課金制で、基本プレイ料金は無料である。

## 概要
ゾンビやクリーチャーなどの「変異生命体（以下、変異体）」の大量発生により崩壊してしまった都市を舞台に、敵の掃討やアイテムの収集などと言ったサバイバルでバイオレントな生活を繰り広げられる、オンラインゲーム唯一のホラーアクションRPGである。
プレイ内容としては、迫り来る大量の変異体を、マシンガンやショットガンなどの幾多の銃火器でなぎ倒しながら進む事を主とする。
敵として登場するmobやBossの中には、変異体だけでは無くプレイヤーと立場が敵対する人間も存在しており、中盤とも言えるダウンタウン（DTとも略される）以降に登場するステージであるファーマーマートなどでは、プレイヤーと武装したmobとの銃火器による激しい戦闘が行われる事もある。
本作は立体的なステージ上にいるプレイヤー自身の2Dキャラクターを上から俯瞰する形で操作するMMOとなっている。
変異体の発生により崩壊してしまったエターナルシティには様々な困難が待ち受けており、プレイヤーはその事件に置いての数少ない生き残りとして生き延び、都市崩壊の謎に迫る。幾多のクエストによって、そのバックグラウンドに隠されたさまざまなストーリーが、付随した膨大なシナリオによって描かれている。
内容全般を見渡した場合、ゲームの進行度としては、前述のDTに到達するまでがプレイヤーを訓練する一種のチュートリアルとして機能しており、本作の序盤であると言える。
前作「ロストオンライン」との比較として、敵mobの湧きが非常に多い事は共通しているが、本作に置いては剣の様な接近武器は存在しておらず、近接攻撃として可能なのは素手攻撃のみであり、主に銃火器、そしてサポートアイテムとして地雷や手榴弾などを用いて攻撃を行う。
また、本作には「騒音度」と言う概念があり、敵AIの反応としてプレイヤーの走行時の騒音や銃声を聞きつけて集まってくる等の内容が追加されている。

## システム
戦闘時には銃撃の音を聞きつけてモンスターが集まってくる等、プレーヤーに一瞬の油断さえ許させない緊張感あふれるアクション性も魅力である。
さながらガンシューティングのようなアクション性に加え、ゲーム画面は2.5Dのクォータービューを採用しており、キーボードで武器を切り替えながら攻撃地点をマウスクリックして攻撃し、しゃがんだりジャンプしたりしながら敵の攻撃を回避するアクション性の高いものになっている。ただし無闇に銃を乱射していると「騒音度」が上がり、敵が集まってくる危険も伴う。またトラップや重火器も使って大量のゾンビを倒していると当然飛び散る血肉で画面が埋まってしまうが、オプションで演出カットもできる。
組み合わせ自由自在のキャラクターが作成可能であるのもごのゲームの醍醐味でもあり。初期職業はスタントマン/ハンター/冒険家/スポーツマン/トレーナー/実業家/政治家/プリーストの8種類で、外見は男女3タイプずつから選べ、さらに個性を高める「職業スキル」と「スペシャリスト属性」があり、放射状に伸びる様々なスキルをどのようにとっていくか、特定の武器や特殊状況下で真価を発揮するスペシャリスト属性にどうポイントを振るかによって、千差万別のキャラクターが作成可能。個性のあるキャラクターも作成可能。
緊張感あふれるミッションシステムを採用しており、人気の高い「アサルト」は、個人もしくはチーム単位で遂行するミッションのことで、インスタンス形式のエリアで数万単位のゾンビを殲滅するストレス解消にぴったりなシステムがあり、そこでは騒音度など度外視でとにかく敵を倒しながら進み、ミッションをクリアすると莫大な報酬が得られるとなって。また通常マップでランダムに発生する「サドンミッション」は発生と同時にアナウンスされるので、他のプレイヤーと協力しながら大型モンスターの撃退などミッションクリアを目指すことも可能。

## 沿革
- 2010年
  - 6月 - オープンサービス開始。
  - 7月6日 - 正式サービス開始。
- 2016年1月27日 - アラリオでのサービス終了[2]。
- 2017年8月3日 - MONSTERNETによるサービス開始[2]。

## メンテナンス
定期メンテナンスは通常、毎週水曜日AM10時〜PM15時までの間。
ゲーム内容に直ちに改善しなければならない様な重大な不具合等が発見された場合、メインテナンス時間の延長や、臨時または緊急メンテナンスが行われる事があり、後日、補償としてステータス・リセットや復活薬などのアイテムが配布された時が複数回あった。

## サービスを提供している国
- 日本
- 韓国